# Passer (Druck)

Übertriebene Darstellung von Passerfehlern

Mit Passer wird in der Druckersprache das Übereinanderpassen der einzelnen Farben beim Mehrfarbendruck bezeichnet. Weitere Begriffe, die dasselbe Problem behandeln, sind Farbregister, Passerdifferenz oder Fehlpasser. In allen Druckverfahren bezeichnet der Passer das standgerechte Drucken bei mehreren aufeinanderfolgenden Druckgängen. Beim Vierfarbendruck werden die vier Prozessfarben Cyan, Magenta, Gelb und Schwarz nacheinander exakt übereinander gedruckt und ergeben das endgültige Druckbild. Wenn diese vier Farben nicht genau den richtigen Stand zueinander haben, erscheint das Druckbild verschwommen, unscharf oder mit Farbverschiebungen und wirkt sich qualitätsmindernd aus.

## Ursache von Passerfehlern
Passerfehler können in einer Bogendruckmaschine durch eine ungenaue Anlage des Bogens am Anleger entstehen. Bei mehreren Druckdurchgängen führt das dazu, dass der Bogen jedes Mal anders durch die Druckmaschine läuft und das Druckbild der einzelnen Farben nicht mehr exakt übereinander liegt. Der Fehler lässt sich in den meisten Fällen durch eine korrekte Einstellung des Anlegers beheben.
Während des Fortdrucks können durch veränderte Laufgeschwindigkeiten der Maschine ebenfalls Passerprobleme auftreten. Moderne Druckmaschinen bieten daher die Möglichkeit, während des Fortdrucks Passerdifferenzen durch Eingabekommandos auszugleichen. Auch das Verhalten des Druckpapiers kann sich während des Druckvorgangs verändern, zum Beispiel durch Papierrollenwicklung oder Papierlagerbedingungen und Ähnliches. Der überwachende Drucker kann durch rechtzeitige Korrektur der Maschineneinstellung den Fehler beheben.

## Problemlösungen
Bei den heutigen Rollendruckmaschinen wird eine automatische Passersteuerung, die sogenannte Inline-Farbregistermessung, eingesetzt. Zwei Register-Sensoren messen die auf beiden Seiten der Druckbahn mitgedruckten Marken bei voller Produktionsgeschwindigkeit. Stehen sie nicht mehr exakt übereinander, erfolgt eine automatische Korrektur der Druckwerke. Auch in modernen Zeitungsrotationen arbeitet man mittlerweile mit automatisierten Passersteuerungen. Früher gab es das Problem, dass die Marken zu groß waren. Da im Zeitungsdruck das fertige Produkt nicht beschnitten wird, befanden sich die Marken innerhalb des Druckbilds und waren vom Leser zu sehen. Mittlerweile sind die Marken mit einem Durchmesser von etwa einem Millimeter jedoch sehr klein und werden kaum noch wahrgenommen.